# Angelica Delgado
Angelica Delgado (Miami, 14 dicembre 1990) è una judoka statunitense.

## Palmarès
- Giochi panamericani

Guadalajara 2011: bronzo nei -52kg;
Toronto 2015: bronzo nei -52kg.
- Campionati panamericani

Guadalajara 2011: bronzo nei -52kg.
Edmonton 2015: argento nei -52kg.
Havana 2016: bronzo nei -52kg.
Panama 2017: bronzo nei -52kg.
San Josè 2018: argento nei -52kg.